# Jason Edwards
Jason Edwards   (1969) és un músic i productor del Regne Unit.
Se'l coneix més bé per ser guitarrista en el grup anglès de hard rock/ metal, Wolfsbane, que va tenir un considerable èxit a principis dels 90, unint-se al segell Def American de Rick Rubin.
Va començar gravant i produint grups com el de Blaze Bayley, el 1994.
Actualment actua i produeix juntament amb Ginger per part dels The Wildhearts, com també Ginger & The Sonic Circus i God Damn Whores. Continua vivint a Birmingham.

## Discografia

### Àlbums
- Live Fast, Die Fast - Wolfsbane (Def American 1989)
- Down Fall the Good Guys - Wolfsbane (1991)
- Massive Noise Injection - Wolfsbane (1992)
- Wolfsbane - Wolfsbane (1994)
- Lifestyles of the Broke and Obscure (compilació) - Wolfsbane (2001)
- Yoni - Ginger (Round 2007)
- The Wildhearts - The Wildhearts
- Thirteen - CJ and the Satellites

### EPs
- All Hell's Breaking Loose... Down at Little Kathy Wilson's Place- Wolfsbane (Def American 1990)